# Theresa Villiers

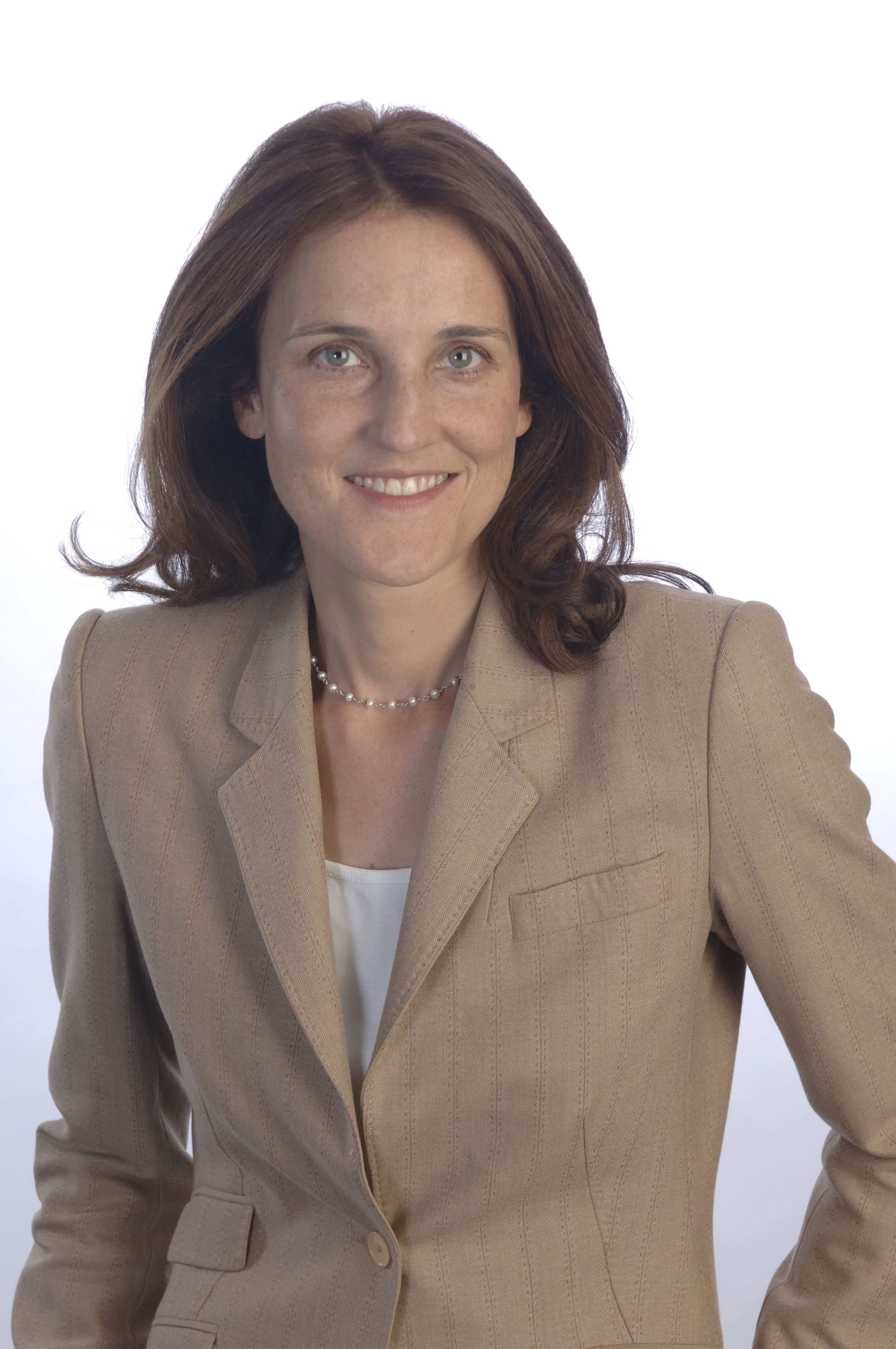
Rt. Hon. Theresa Villiers MP

Theresa Villiers (n. 5 martie 1968) este un om politic britanic, membru al Parlamentului European în perioadele 1999-2004 si 2004-2005 din partea Regatului Unit.